# Van Tassell
Van Tassel es un pueblo en el Condado de Niobrara, Wyoming, Estados Unidos. La población era de 18 habitantes en el censo de 2000.

## Geografía
Van Tassell se ubica en las coordenadas 42°39′49″N 104°5′28″O / 42.66361, -104.09111. 
Según el United States Census Bureau, la ciudad tiene un área total de 4,7 km ², todos terrestres.

## Demografía
Según el censo del 2000, había 18 personas, 9 hogares y 5 familias que residían en la ciudad. La densidad de población fue de 3.8/km ². La composición racial de la ciudad era
- 94.44% Blancos
- 5,56% Asiáticos

Hubo 9 hogares de los cuales un 33,3% tenían niños menores de 18 años que vivían con ellos, el 55,6% eran parejas casadas que viven juntas, y el 44,4% no eran familias. El 22.2% teníann a alguna persona anciana de 65 años de edad o más.
En la ciudad la separación poblacional era con un 16.7% menores de 18 años, el 22,2% de 25 a 44, un 27.8% de 45 a 64, y el 33,3% tenía 65 años de edad o más. La edad media fue de 50 años. Por cada 100 mujeres había 63.6 hombres. Por cada 100 mujeres mayores de 18 años, había 66,7 hombres.
La renta mediana para una casa en la ciudad era de $ 53.750, y la renta mediana para una familia era de $ 53.750. Los varones tenían una renta mediana de $ 40.000 contra los $ 15.000 para las hembras. El ingreso per cápita para la ciudad era $ 17.686. Nadie estuvo por debajo del umbral de pobreza.

## Educación
La educación pública en la ciudad de Van Tassel está proporcionada por la Escuela del Distrito del Condado de Niobrara# 1. Las escuelas que sirven a la ciudad incluyen:
- Lusk Elementary/Middle School
- Niobrara County High School